# Jabłonowo (gromada w powiecie brodnickim)
Jabłonowo – dawna gromada, czyli najmniejsza jednostka podziału terytorialnego Polskiej Rzeczypospolitej Ludowej w latach 1954–1972.
Gromady, z gromadzkimi radami narodowymi (GRN) jako organami władzy najniższego stopnia na wsi, funkcjonowały od reformy reorganizującej administrację wiejską przeprowadzonej jesienią 1954 do momentu ich zniesienia z dniem 1 stycznia 1973, tym samym wypierając organizację gminną w latach 1954–1972.
Gromadę Jabłonowo z siedzibą GRN w Jabłonowie (wówczas wsi; w obecnym brzmieniu Jabłonowo Pomorskie) utworzono – jako jedną z 8759 gromad na obszarze Polski – w powiecie brodnickim w woj. bydgoskim, na mocy uchwały nr 24/2 WRN w Bydgoszczy z dnia 5 października 1954. W skład jednostki wszedł obszar dotychczasowej gromady Jabłonowo ze zniesionej gminy Jabłonowo I w tymże powiecie. Dla gromady ustalono 27 członków gromadzkiej rady narodowej.
13 listopada 1954, po pięciu tygodniach, gromadę Jabłonowo zniesiono w związku z przekształceniem jej obszaru w osiedle (a z dniem 18 lipca 1962 w miasto).
1 stycznia 1973 w powiecie brodnickim utworzono gminę Jabłonowo z siedzibą w Jabłonowie Pomorskim, w 1992 przemianowaną na gmina Jabłonowo Pomorskie (w latach 1934-54 istniały dwie odrębne jednostki: gmina Jabłonowo I i gmina Jabłonowo II).